# Línea 516 (Bahía Blanca)
La Línea 516 es una línea de colectivos de Bahía Blanca, es operado por la empresa Transporte Automotor San Gabriel S.A.

## Recorrido
- Troncal:Panamá 3500-Plaza Rivadavia-Newton y Huaura-Plaza Rivadavia-Panamá 3500